# ژابین گرانگچنه
ژابین گرانگچنه (به لهستانی:  Żabin Graniczny) یک روستا در لهستان است که در گمینا بانگه مازورسکیه واقع شده‌است.